# Áptero
A designação entomológica áptero é utilizada para referir-se a animais sem asas (do grego, a - "sem", pteros - "asas"). Descreve alguns tipos de insetos, principalmente os insetos da ordens Zygentoma e Diplura. Alguns insetos podem perder as asas durante algum estágio do desenvolvimento e não são considerados ápteros verdadeiros, por exemplo piolho (Isoptera) e Formiga (Hymenoptera).